# Osminia ferruginea
Osminia ferruginea är en fjärilsart som beskrevs av Le Cerf 1917. Osminia ferruginea ingår i släktet Osminia och familjen glasvingar. Inga underarter finns listade i Catalogue of Life.